# Andreas Strolz
Pour les articles homonymes, voir Strolz.
Andreas Strolz, né le 1er août 1988 à Bludenz, est un sauteur à ski autrichien.

## Biographie
Membre du SC Arlberg, il commence sa carrière dans des compétitions internationales en 2003 et la Coupe continentale en 2006, année où il atteint des classements dans les points. Aux Championnats du monde junior 2008, à Zakopane, remportant la médaille d'argent par équipes et la médaille de bronze en individuel. En janvier 2009, il a aussi obtenu sa première sélection en Coupe du monde, mais ne passe pas les qualifications. En décembre 2009, il remporte sa première manche de Coupe continentale à Rovaniemi, après une troisième place.
C'est lors du Grand Prix d'été, qu'il s'exprime le mieux face aux sauteurs de l'élite, marquant des points dans la compétition en 2010 et 2011, où il est notamment onzième à Einsiedeln.
Il prend part à ses dernières compétitions internationales lors de la saison 2012-2013.

## Palmarès

### Championnats du monde junior
| Épreuve / Édition | Tarvisio 2007 | Zakopane 2008 |
| Individuel        | 11e           | Bronze        |
| Par équipes       |               | Argent        |

### Coupe continentale
- 6e du classement général en 2010.
- 9 podiums, dont 3 victoires.